# 清朝官员服饰
清朝官员服饰是指在清朝有正式职位官员的官方着装，分为朝服、吉服、常服、行服、雨服。
清廷对官员的办公着装有着明确的限制，不同品级有不同的着装，不能自行更改装束。
後金天命六年（公元1621年）初定补服制度，顺治年间有改动，至乾隆朝定制无改。
清代官服中有對襟褂子，有大褂與短褂之分。其中大褂綴有補子，前胸的補子一分為二，後背補子則為完整面。因有補子，又稱補服或補褂。补服形式比袍短又类似褂但比褂要长，其袖端平，对襟，所以或称“外褂”、“外套”。补服都是玄色（因避玄燁諱，稱石青色），所衣料可为缎、綢、紗等材質。皇帝、皇子、亲王、郡王、贝勒、贝子、固伦额附及其皇太后下至七品命妇皆为圆补，镇国公以下及文武百官皆为方补。可搭配朝服袍、吉服袍與常服袍穿用。另短褂又稱“馬褂”，其長度短於大褂半截，約至腰際，因多搭配行服袍使用，故又稱“行服褂”。

## 补服

### 贵族
清朝补服较明朝官服补子略小，一般在30厘米左右，补服色用均石青。亲王和郡王的朝服的颜色用蓝及石青，曾被赏赐金黄朝服者，则可以用金黄。龙必须是盘龙或降龙，不能是升龙或正龙。亲王补服身前身后五爪正龙各一团，两肩五爪行龙各一团。郡王补服身前身后两肩五爪行龙各一团。贝勒补服身前身后四爪正蟒各一团。贝子补服图案身前身后四爪行蟒各一团，镇国公、辅国公补服图案：身前身后四爪正蟒各一方，鎮國公補服前後繡四爪正蟒方補。奉恩將軍補服，前後繡虎，惟衣裾四啟。帶用金黃色，凡宗室皆如之，覺羅帶用紅色。品官補服前後繡補子，吉服冠，頂用鏤花珊瑚。公爵、侯爵、伯爵补服图案身前身后四爪正蟒各一方。镇国将军、子爵补服身前身后麒麟各一方。辅国将军、男爵补服身前身后狮各一方。奉国将军补服身前身后豹各一方。奉恩将军补服身前身后虎各一方。
另外，無爵位的宗室叫「閒散宗室」，乾隆四十七年（1782年），乾隆帝認為閒散宗室「譜列銀潢，名登《玉牒》」，卻「身無職級，竟至與齊民無別」，有辱皇室風采，於是欽賜閒散宗室著四品頂戴、武職補服。

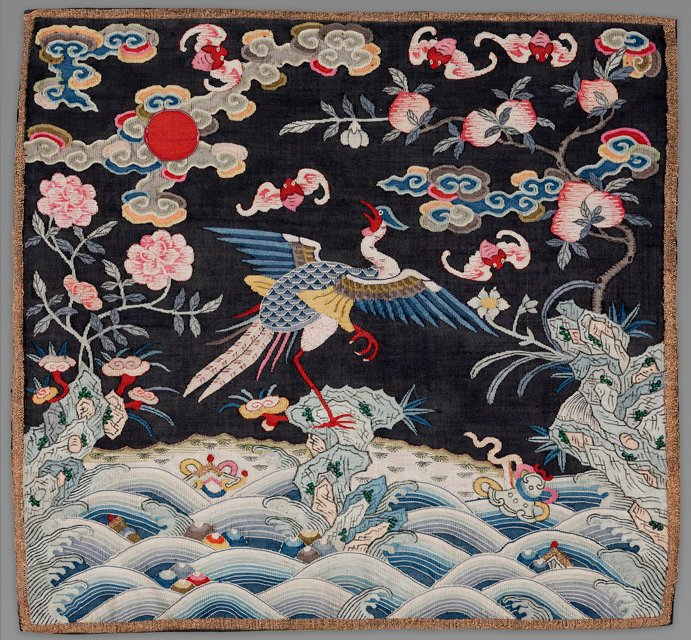
清代品官锦鸡方补

婦女品官之補服，文武命婦受封者，亦得服用，各從其夫或于之官品以分等級。社稷、时享太庙，执事官服补服。清代补服穿着关于违例的种种规定补服的穿着有着严格的规定，不按照规定使用将会受到惩处。清代设立了一系列关于补服穿用的细则，对如有违反也设定了相应的处罚条例。
- 清末帝溥仪
- 奕譞
- 載勛
- 允禵
- 傅恒
- 允礽

| 樣式                                    | 宗室男性貴族                                          | 宗室女性貴族                                | 宗室額駙 | 功勳貴族                       | 一般官職           |
| --------------------------------------- | ----------------------------------------------------- | ------------------------------------------- | -------- | ------------------------------ | ------------------ |
| 四團正龍補子 （左日右月，背繡萬壽篆文） | 清朝皇帝                                              |                                             |          |                                |                    |
| 四團正龍補子                            | 皇太子、皇子（亲王）                                  | 嬪、太子、皇子福晉                          |          |                                |                    |
| 兩正龍兩行龍補子                        | 和碩親王、親王世子                                    | 親王福晉、世子福晉 固倫公主、和碩公主、郡主 |          |                                |                    |
| 四團行龍補子                            | 多羅郡王                                              | 郡王福晉、縣主                              |          |                                |                    |
| 兩團正蟒補子                            | 多羅貝勒                                              | 貝勒夫人、郡君                              |          |                                |                    |
| 兩團行蟒補子                            | 固山貝子                                              | 貝子夫人、縣君                              | 固倫額駙 |                                |                    |
| 兩方正蟒補子                            | 奉恩鎮國公、奉恩輔國公 不入八分鎮國公、不入八分輔國公 |                                             | 和碩額駙 | 民公（非宗室公爵）、侯爵、伯爵 |                    |
| 兩方麒麟補子                            | 鎮國將軍（分三等）                                    |                                             | 郡主額駙 | 子爵                           | 一品武官           |
| 兩方獅補子                              | 輔國將軍（分三等）                                    |                                             | 縣主額駙 | 男爵                           | 二品武官           |
| 兩方豹補子                              | 奉國將軍（分三等）                                    |                                             | 郡君額駙 | 輕車都尉（分三等）             | 三品武官、一等侍衛 |
| 兩方虎補子                              | 奉恩將軍                                              |                                             | 縣君額駙 | 騎都尉                         | 四品武官、二等侍衛 |
| 兩方熊補子                              |                                                       |                                             | 鄉君額駙 | 雲騎尉                         | 五品武官、三等侍衛 |
| 兩方彪補子                              |                                                       |                                             |          |                                | 六品武官、藍翎侍衛 |
| 兩方兕補子                              |                                                       |                                             |          | 恩騎尉                         | 七品武官           |

- 需要注意的是，清朝女性后妃或命婦等，在穿著朝服時，穿著的是無袖的「朝褂」，而在女性穿著吉服時，則要穿著與男性相同的「補褂（補服）」，因此被稱為「吉服褂」、「女補掛」。而上述寫的相同者中女性人物的部分，即為吉服褂的部分。

### 官员

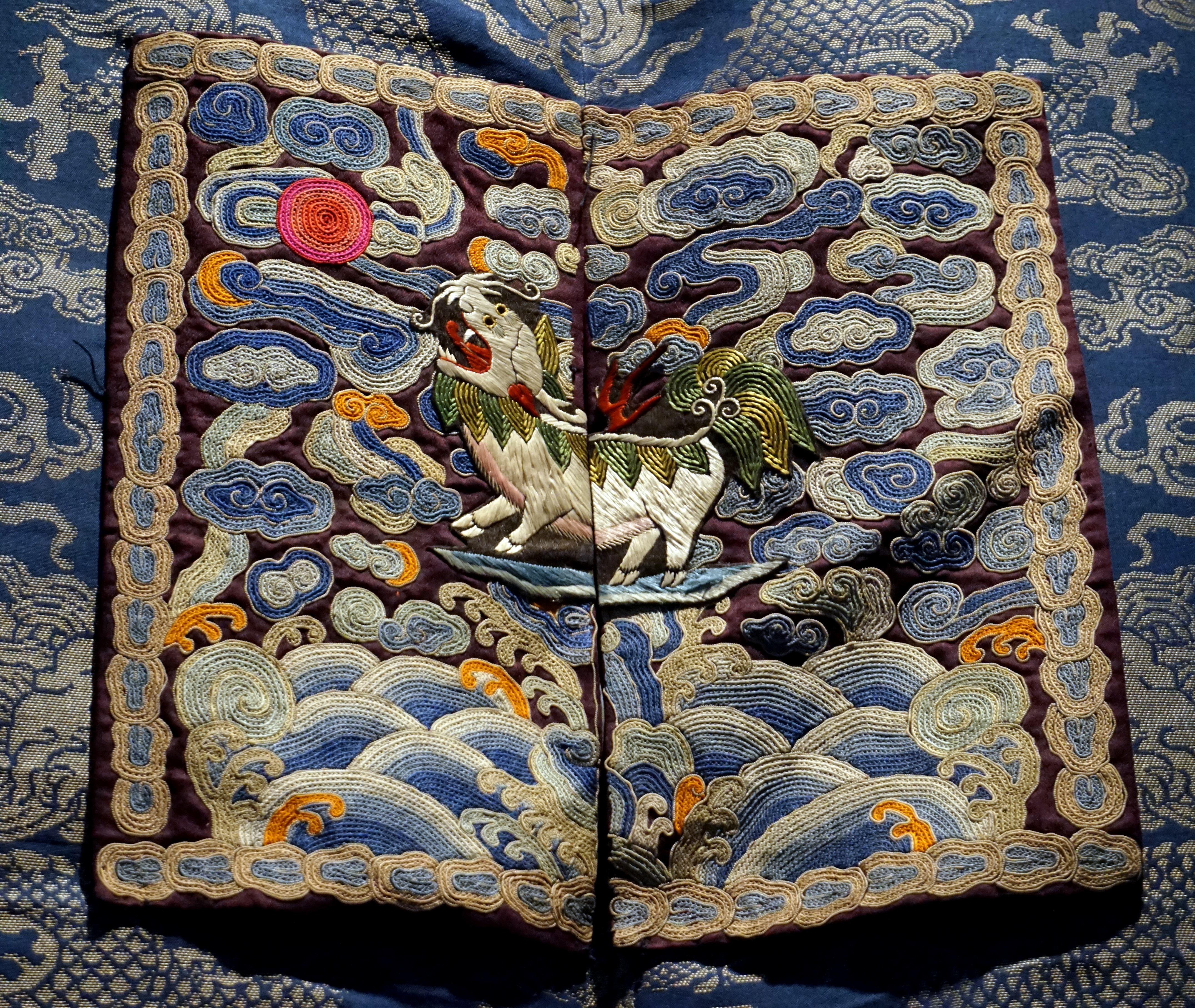
御史补子上的獬豸

清代官员朝服上上有一块方形图案称为补子，補子沿袭明朝制度。补服又分为文、武两种。
- 文官：一品鹤，二品锦鸡，三品孔雀，四品雁，五品白鹇，六品鹭鸶，七品鸂鶒，八品鹌鹑，九品练雀（未入流官同）。
- 武官：一品麒麟，二品獅，三品豹，四品虎，五品熊，六品彪，七品兕、八品犀，九品海馬。
- 镇国将军、郡主额驸、子同武一品官，辅国将军、县主额驸、男同武二品官，奉国将军、县君额驸、一等侍卫同武三品官，奉恩将军、县君额驸、二等侍卫同武四品官，乡君额驸、三等侍卫同武五品官，蓝翎侍卫同武六品官。

另外，都御史、副都御史、给事中、监察御史、按察使、各道均为獬豸。
补子上除了有飞禽走兽外，还绣有海水和岩石的图案，寓意「海水江崖，江山永固」的意思。
- 关天培
- 梁敦彦
- 陈伯陶
- 左宗棠
- 袁世凱（中）
- 阿穆爾靈圭

## 朝服

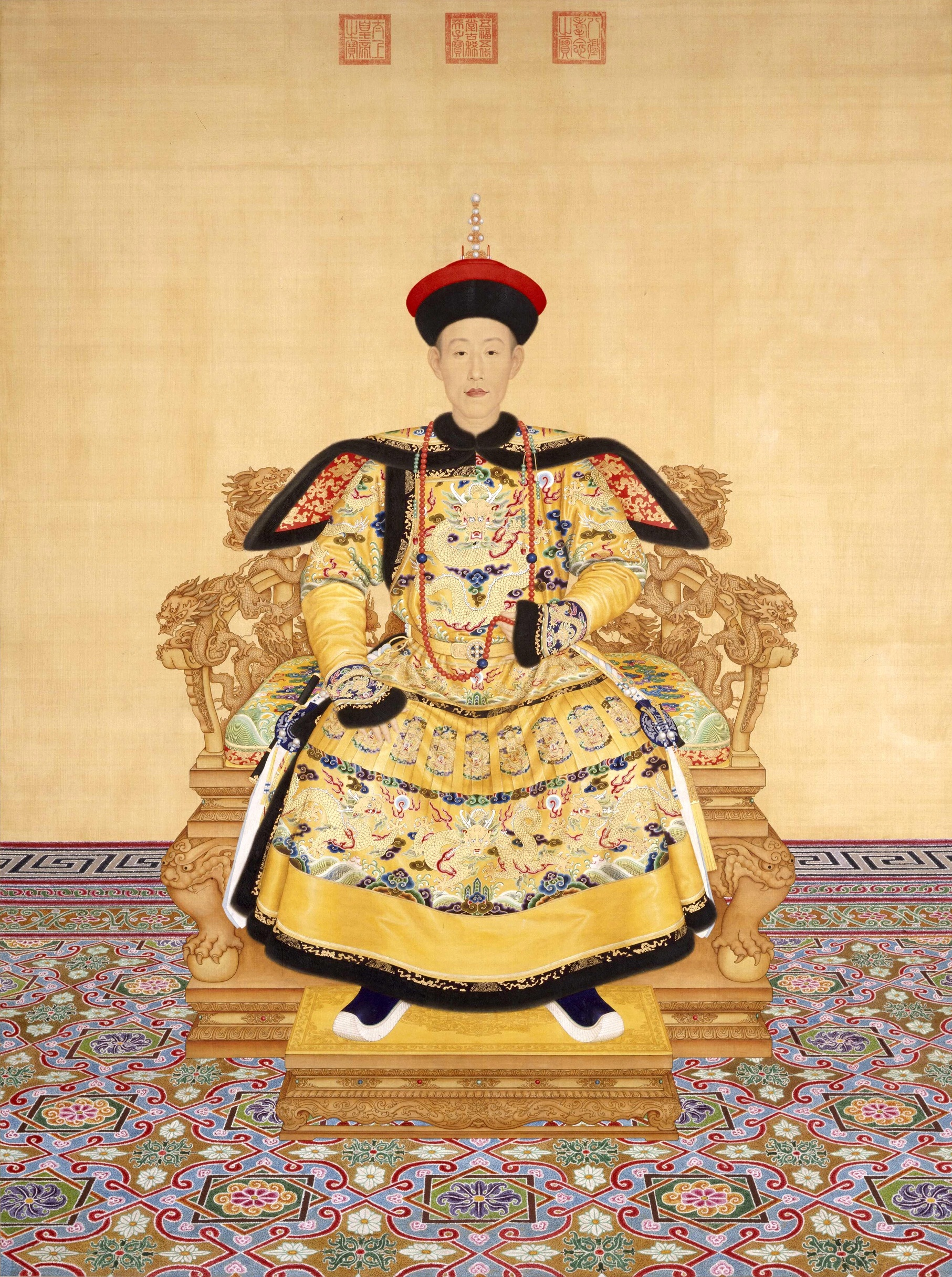
乾隆皇帝冬朝服畫像

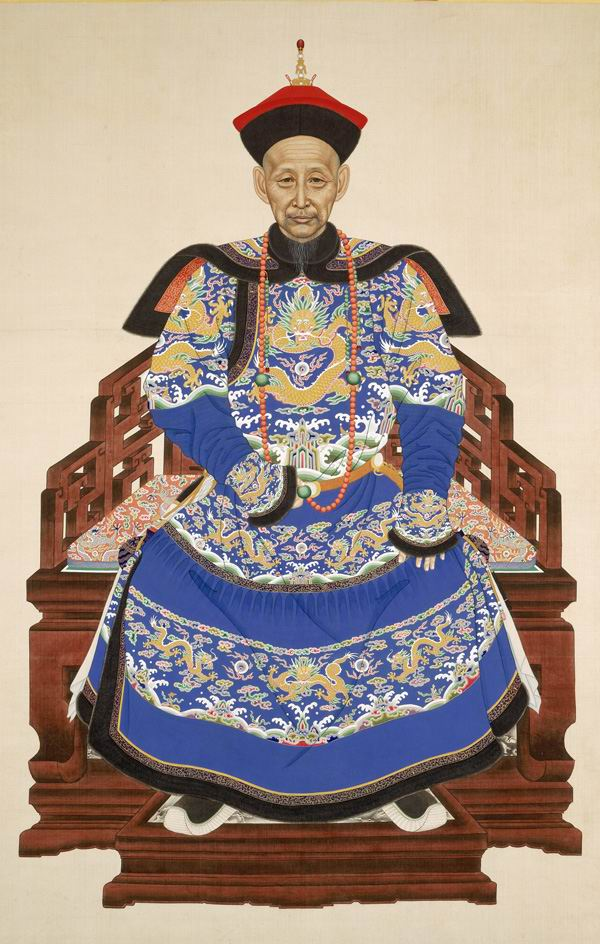
怡端親王載敦冬朝服畫像

朝服，又稱作「禮服」、「具服」。並非是字面上所謂上朝的衣服，朝服主要穿著在兩種場合，其一就是清代的重要典禮上，如：元旦、冬至、萬壽節（皇帝生日）、聖壽節（太后生日）等。其二則是在重要祭祀上，如：祭天、祭地、祭廟（堂子）等。因此可知一年只有很少的時間會穿上如此繁瑣華麗的衣服。男性朝服上至皇帝，下至不入流的官員、進士舉人秀才等都有穿著的朝服品級樣式。而女性則是只有妃嬪皇室中的嬪（嬪、妃、貴妃、皇貴妃、皇后、皇太后）以上有朝服制度，宮廷之外則是宗室貴族之妻、宗女皆有，而官員命婦則是只有一品到七品等級才有朝服。
而所謂的「朝服」，一般為以下六個部分組成：
- 朝冠（分冬夏兩個款式）
- 朝袍（分冬夏三個樣式，冬2夏1，女性則分為夏季甲乙丙三種、冬季甲乙兩種，共五種為妃嬪所用朝袍和宗女命婦所用一種共6個樣式）
- 補掛、端罩
- 朝珠（男性只帶一串，女性需帶三串，兩肩上各要斜戴一串）
- 朝帶
- 朝靴

- 而清代女性則與上述男性朝服在基礎上大致相當，但還須配戴其餘服飾，分別是金約（額頭上）、領約（脖子上）、耳飾、采帨四種。

### 朝冠

#### 冬朝冠

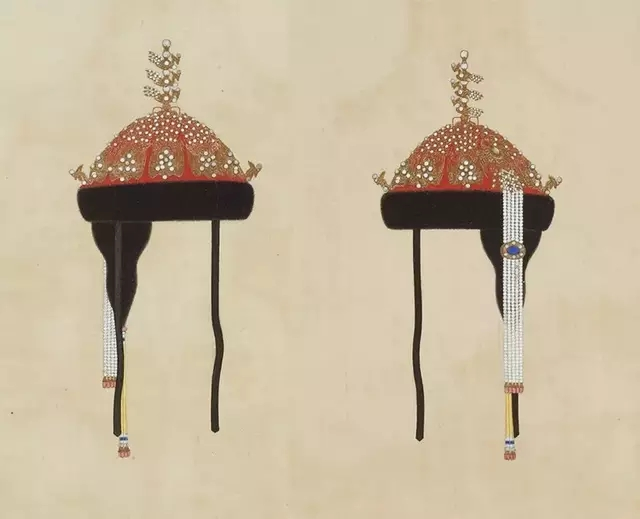
清代皇太后、皇后冬朝冠圖

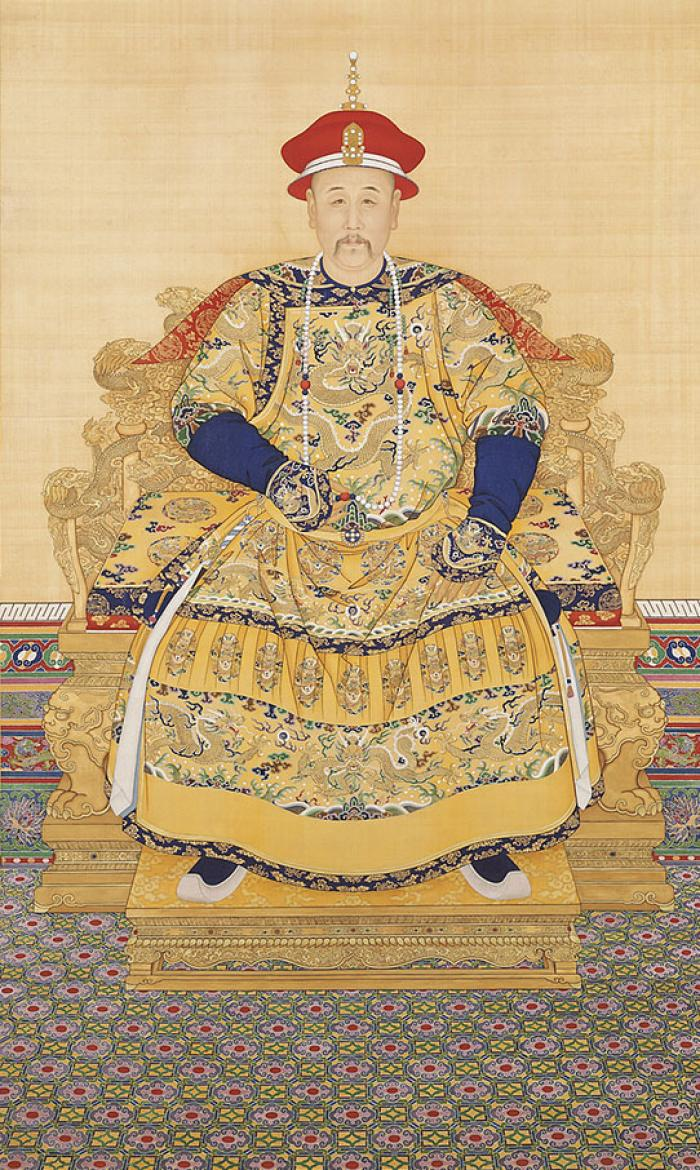
雍正皇帝夏朝服畫像

冬朝冠為清朝宗室、貴族、官員等，在重要典禮、大型祭祀等所穿著的朝服，裡面所搭配的冬季、春季冠帽，根據清朝時成書的《皇朝禮器圖式》和《大清會典》等書中所言，其使用時間約莫是在9月15日前後到3月15日前後，合計約6個月左右。並且男爵以上的貴族或宗室還會將其分為兩個階段，以11月上半至上元節和以外的時間分為兩個階段，並以不同皮毛樣式將其區分開來。
以清代皇帝為例子，清代皇帝的冬朝冠，是分為春季和冬季兩種形式的，春季的時候是以薰貂（深紫，近乎黑色）皮毛來作為帽檐的樣式，冬季的時候則是改為使用黑狐（元狐）皮毛來當作帽檐的樣式，以11月上半至上元節和以外的時間分為兩個階段。而清代皇帝的冬朝冠之上會有三層金龍形狀的基座，每層金龍基座之間會有一顆東珠將彼此間隔開，並且在此之上還會綴上朱緯（帽頂上呈傘狀的紅色纓穗），每層為四條金龍盤繞的雕飾，每條金龍上還會鑲上一顆東珠（清代東北產的大珍珠），而在基座的最上方還會銜上一顆大東珠，此即為清代皇帝的冬朝冠樣式了。
《清稗類鈔》中說道：「暖帽者，冬春之禮冠也，立冬前數日戴之。頂為緞，上綴紅色纓，絲所織也。簷以皮、絨、呢為之。初寒用呢，次寒用絨，極寒用皮。京城則初寒用絨，次寒用呢，至於皮，則貴人用貂，普通為騷鼠、海騾之屬。」

#### 夏朝冠

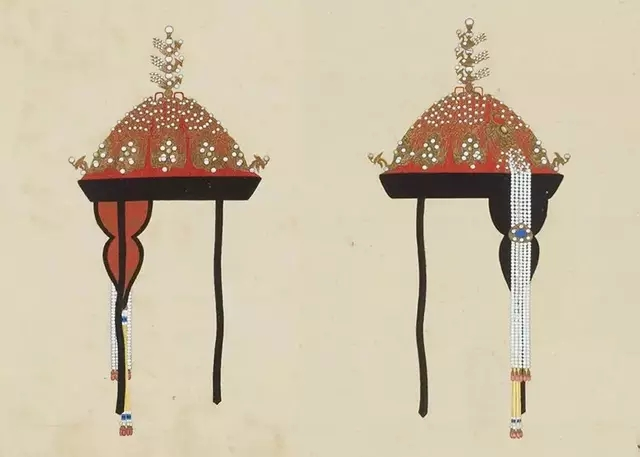
清代皇太后、皇后夏朝冠圖

夏朝冠為清朝宗室、貴族、官員等，在重要典禮、大型祭祀等所穿著的朝服，裡面所搭配的夏季、秋季冠帽，根據清朝時成書的《皇朝禮器圖式》和《大清會典》等書中所言，其使用時間約莫是在3月15日前後到9月15日前後，合計約6個月左右。
以清代皇帝為例子，清代皇帝的夏朝冠，是以織玉草或藤絲竹絲為材質編織為基礎的，外面再用一層羅緣石、一層青斤金合計兩層包裹，裡面用紅片金或紅紗製作，帽沿是敞開的，上面也用朱緯綴飾。而帽子正前方用金佛綴飾，上面鑲有東珠十五顆，正後方則用舍林綴飾，上面則鑲有東珠七顆。而其頂部則與冬朝冠是相同的。
《清稗類鈔》中說道：「涼帽者，夏秋之禮冠也，立夏前數日戴之。無簷，形如覆釜。有二大別。一曰緯帽，初熱時用白色或湖色之羅胎者。極熱時用黃色紗胎之內有竹絲者，曰卍絲胎，上綴紅纓，絲所織也。」

### 朝袍

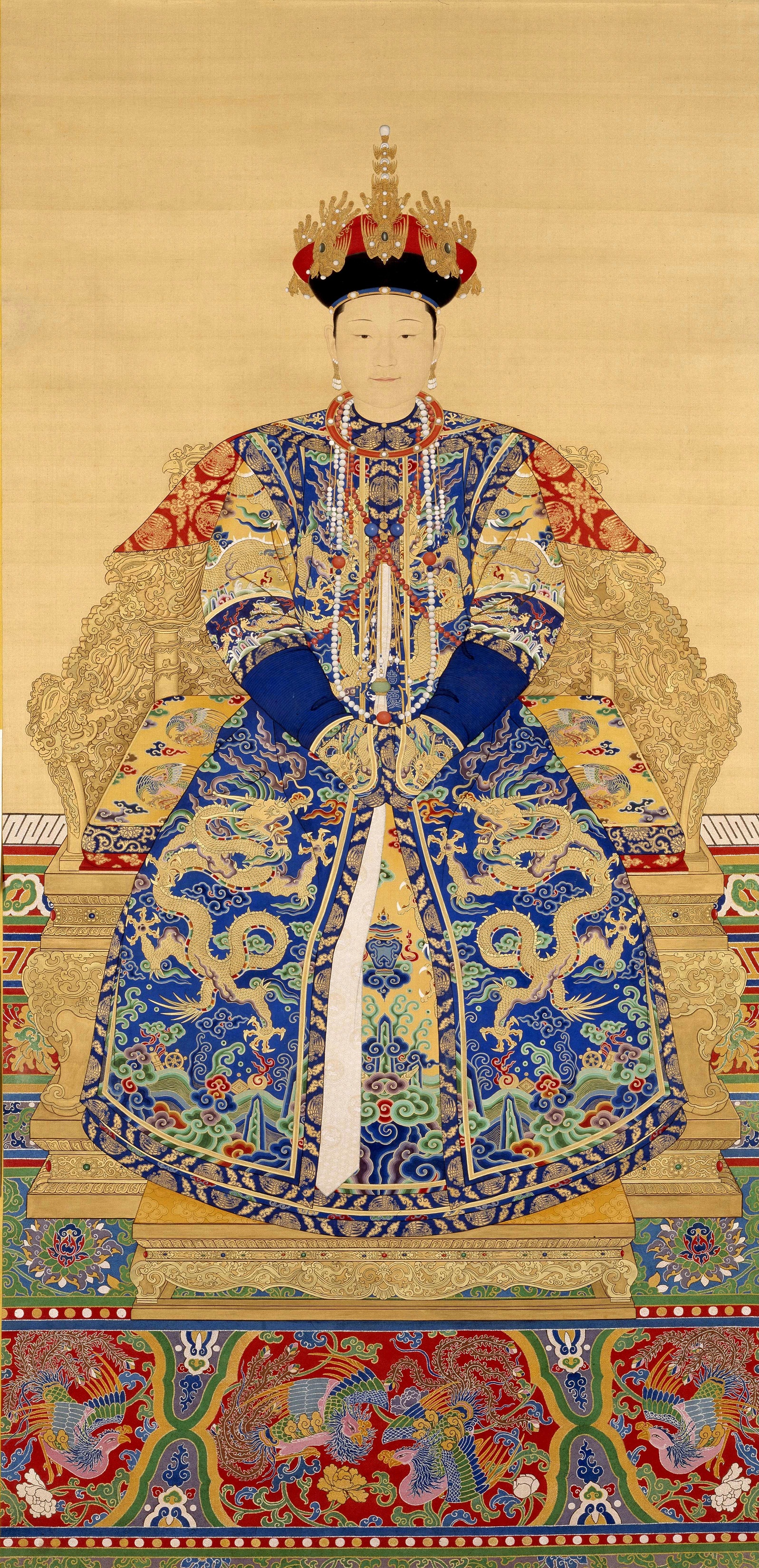
清代孝惠章皇后夏朝服圖

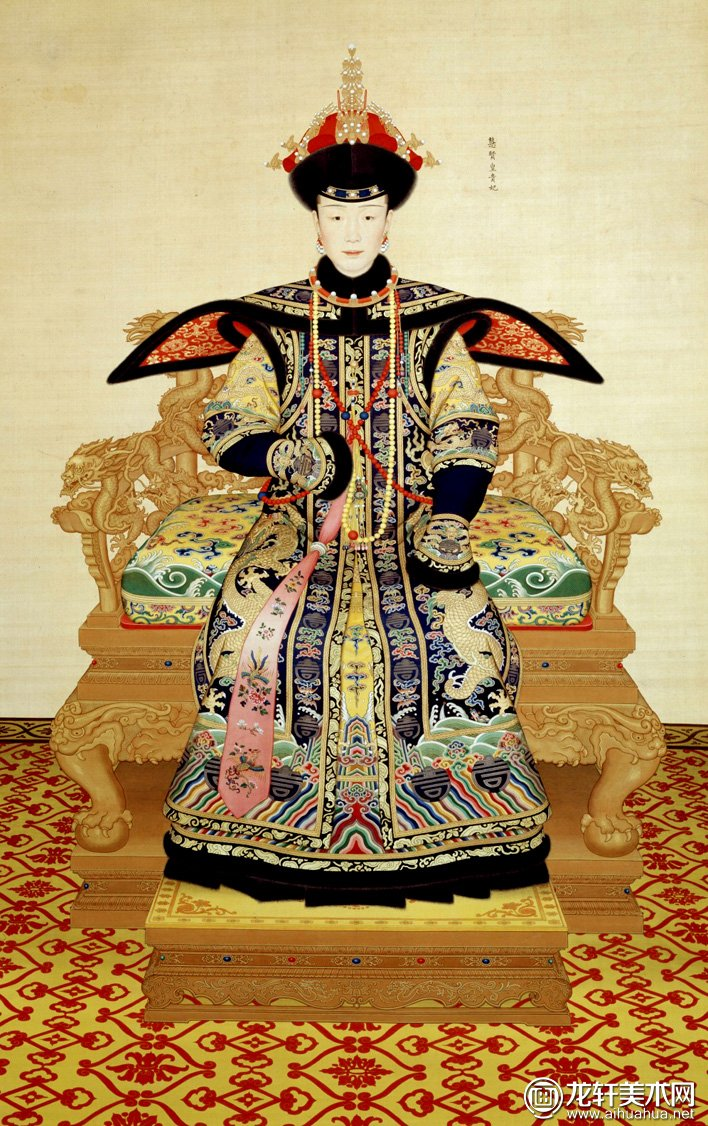
清代慧賢皇貴妃冬朝服圖

清代的男性高級宗室勳貴（宗室為輔國將軍以上，配偶則是縣主額駙以上，貴族則是男爵以上）和高級官員（文官三品以上，武官二品以上，一等侍衛）朝袍有三個形制，分別為冬甲式、冬乙式、夏季三種，而其餘的男性則是只有一套朝袍。朝袍基本上都是圓領，上衣下裳分別裁剪製成後，之後再將二者相連在一起，腰部摺疊形狀的襞（音通必）積，也就是一般所謂的摺子，領口周圍披上扇形的披領，大襟為右衽，開襟的地方在裳上形成一個小塊，也就是所謂的衽，袖子的形狀為馬蹄袖，開裾則是朝左。
清代的女性朝袍則有六種形制，分為皇室高級嬪妃和皇后太后所用的五種，以及宗女命婦等所用的一種。六種分別是冬甲式、冬乙式、冬丙式、夏甲式、夏乙式、宗女命婦的單式。而女性朝袍的大體形制與男性差別不大，惟多出了護肩（肩膀處突出的剪裁）和花接袖（袖子中間環繞一圈龍紋）這兩塊特殊之處。

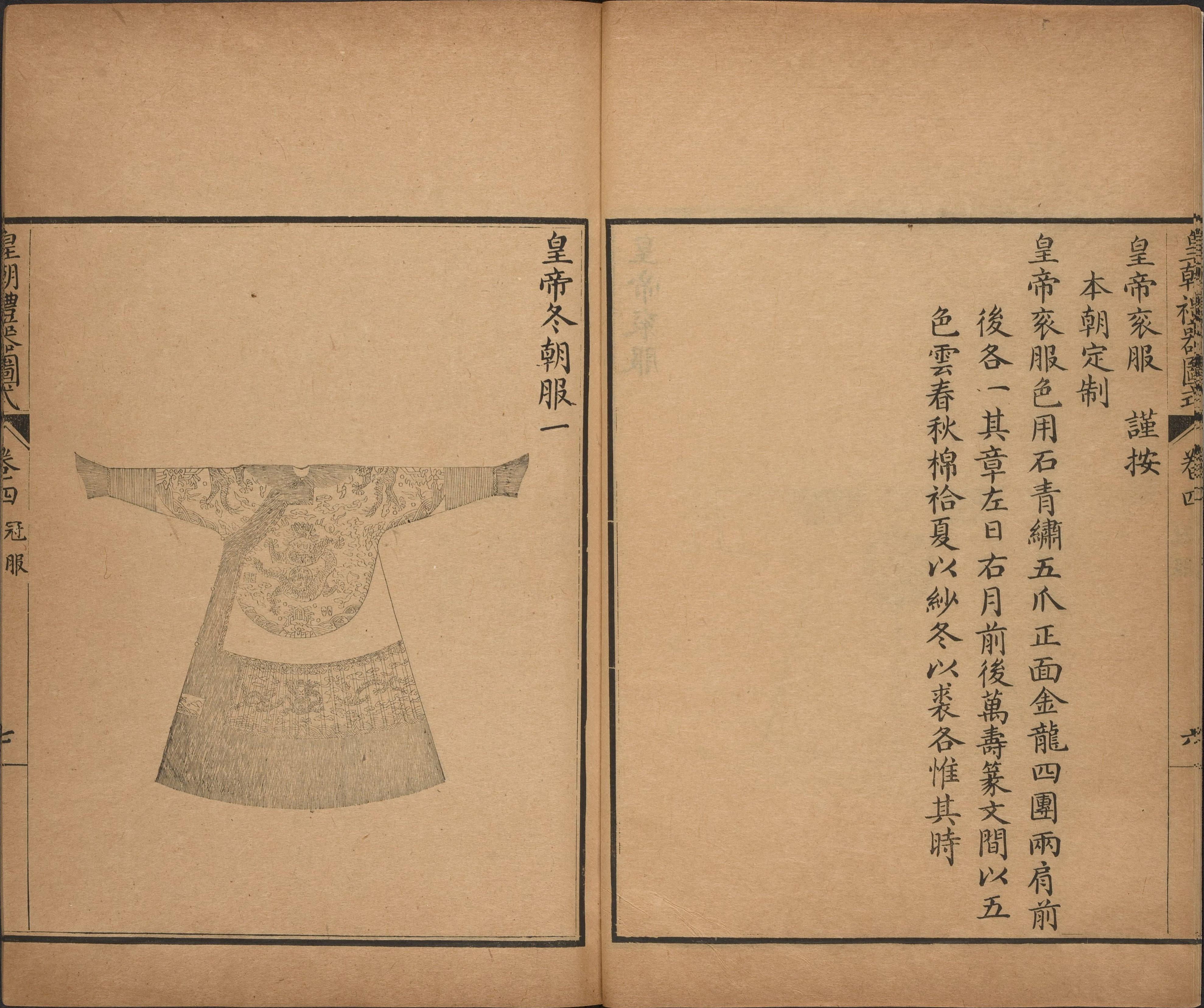
清代皇帝冬甲式朝服圖

#### 冬季朝袍
為清代宗室、貴族、官員等，在重要典禮、大型祭祀等所穿著的朝服，裡面所搭配的冬季、春季朝袍。清代的男性高級宗室勳貴和高級官員的冬季朝袍有兩個形制，分別為冬甲式、冬乙式。根據清朝時成書的《皇朝禮器圖式》和《大清會典》等書中所言，其使用時間約莫是在9月15日前後到3月15日前後，合計約6個月左右。
以清代皇帝為例子，清代皇帝的冬朝袍，與冬朝冠相互搭配。

#### 夏季朝袍
為清代宗室、貴族、官員等，在重要典禮、大型祭祀等所穿著的朝服，裡面所搭配的夏季、秋季朝袍。清代的男性高級宗室勳貴和高級官員的夏季朝袍只有一個形制根據清朝時成書的《皇朝禮器圖式》和《大清會典》等書中所言，其使用時間約莫是在3月15日前後到9月15日前後，合計約6個月左右。

#### 通用朝袍
文官正四品和武官正三品以下的官員，以及宗室中的奉國將軍、奉恩將軍，額駙當中的郡君額駙、縣君額駙、鄉君額駙，世職當中的輕車都尉、騎都尉、雲騎尉、恩騎尉等。這些人的朝袍只有一種冬夏皆可使用的樣式。

### 補褂、端罩

#### 補掛

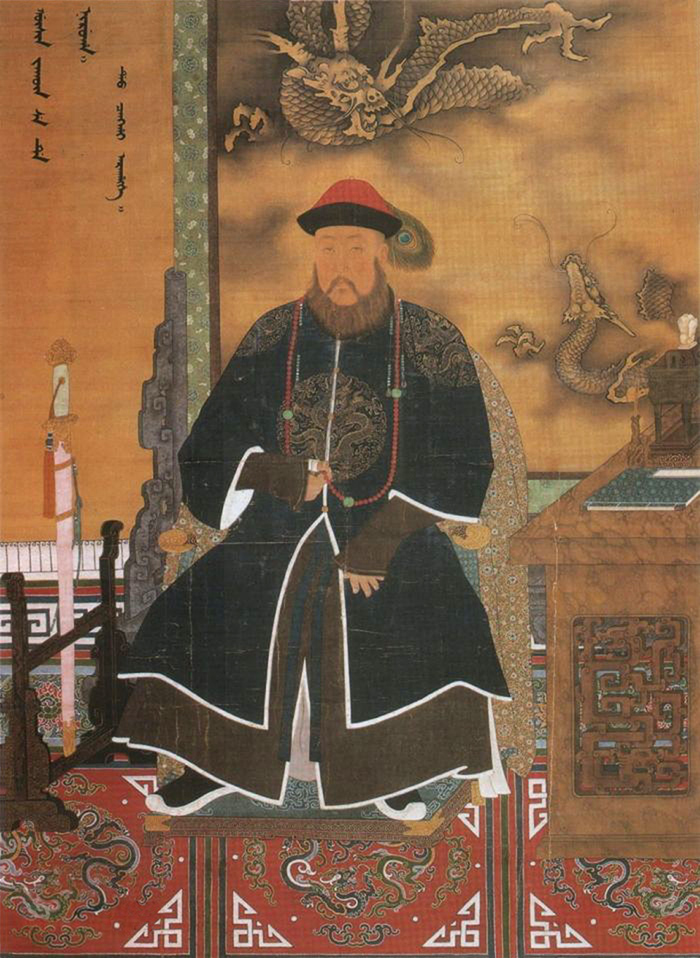
清代和碩睿親王多爾袞著朝褂圖

所謂補褂，或稱補服，為清代男性宗室、貴族、官員的服飾，而皇帝的朝服被稱之為袞服，上有皇帝十二章、萬壽篆文等皇帝的標誌紋飾，就是有一個「補子」在身前身後（高級宗室、皇室等在兩肩之上亦有補子）的一件石青色外袍，套在朝袍以外，形制為圓領、對襟，有5枚扣子，袖口是平的並長度達到手腕處，下面則是在左右後三處開裾，長度達到膝蓋處。女性嬪妃、宗女、命婦的吉服褂亦與此相似。

#### 端罩

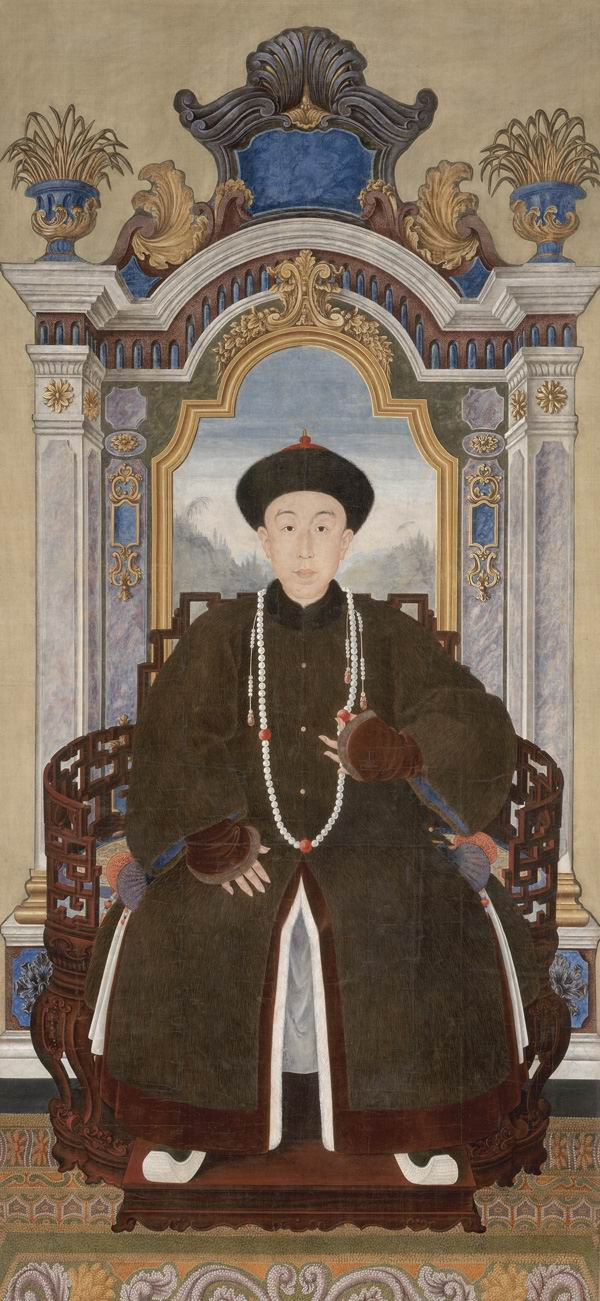
清代多羅果恭郡王弘曕著端罩圖

端罩為高級宗室（入八分公）、高級文官（從三品及以上）、高級武官（從二品及以上）和皇帝近臣（翰林、詹事、科道等）以及皇帝侍衛（一、二、三等和藍翎）才可以穿著，為帝國上層集團穿著的象徵之一。是在冬季代替補褂的翻毛外褂，形制與補褂差不多，只在下身改為向後開裾，左右兩側各垂兩條帶子。

### 朝褂
清朝女性的朝服最外側的服裝被稱為朝褂，與男性補掛有所不同，女性朝褂是無袖的樣式。而與男性補掛相似的女性補掛則是在女性穿著吉服時穿在最外側的，因此又被稱之為龍褂（皇室妃嬪）、吉服褂（宗女配偶命婦）。

### 朝珠
朝珠是由佛教的念珠演化而来，是由于清代皇帝祖先努爾哈赤信奉佛教，佩掛念珠，時時念佛。朝珠通常由身子、佛头、背云、纪念、大坠、坠角六部分组成，每串朝珠的珠数都严格规定为108颗。「佛头」共有4颗，色泽和大小一致，直径比朝珠大二倍左右，每隔27颗珠子加入一个「佛头」，将108颗朝珠四分，也称之为「分珠」，据说是寓意四季。朝珠顶部的那颗佛头上，连缀一塔形「佛头塔」，其穿孔的方式为倒置的「T」字形，即把朝珠的两头各从对穿的孔的一头穿进，然后都从中间上部的孔中穿出，合二为一。佛头塔的顶端用阔丝带系缀有一块宝石大坠子，大坠上端还垂有一块宝石，称之为「背云」。葫芦状佛头塔的两侧又有三串小珠串，每串10粒，珠串的末端各有用银丝珐琅裹着宝石的小坠角，称为「纪念」。据说这三串纪念，当时美其名为「三台」。备挂时将朝珠挂于颈项之中，以佛头紧贴后颈与后脑相垂直，前胸出现的三颗佛头作中心对称，后背的「背云」紧靠后背心。朝珠也不是所有官员都有资格佩带的，根据清朝政府规定，凡文官五品、武官四品以上的，本人及妻室或儿女和军机处、侍卫、礼部、国子监、太常寺、光禄寺、鸿胪寺等所属官员穿着朝服时，才得挂用。朝珠的质料多用东珠（珍珠）、翡翠、玛瑙、琥珀、珊瑚、象牙、蜜蜡、水晶、青金石、玉、绿松石、碧玺、伽楠香、芙蓉石等宝石琢制，以明黄、金黄及石青色等诸色绦为饰，由项上垂挂于胸前。清代朝珠的绦用丝线编织，颜色等级分明：明黄色绦只有皇帝、皇后和皇太后才能使用；全绿和金黄色绦是王爷所用；武四品、文五品及县、郡官为石青色。妇女悬挂的朝珠，与男子所佩者略有不同。其区别主要看朝珠上的「纪念」，两串在左者为男，两串在右者为女，两者不能颠倒。

### 朝靴
朝靴的样式清政府并无规定，一般多以黑缎为质料，式样初尚方头，后又流行尖头。皇帝穿朝服则用方头朝靴，朝靴与服色相同，并饰黑色边饰，上面绣有草龙花纹。

### 女性朝服裝飾

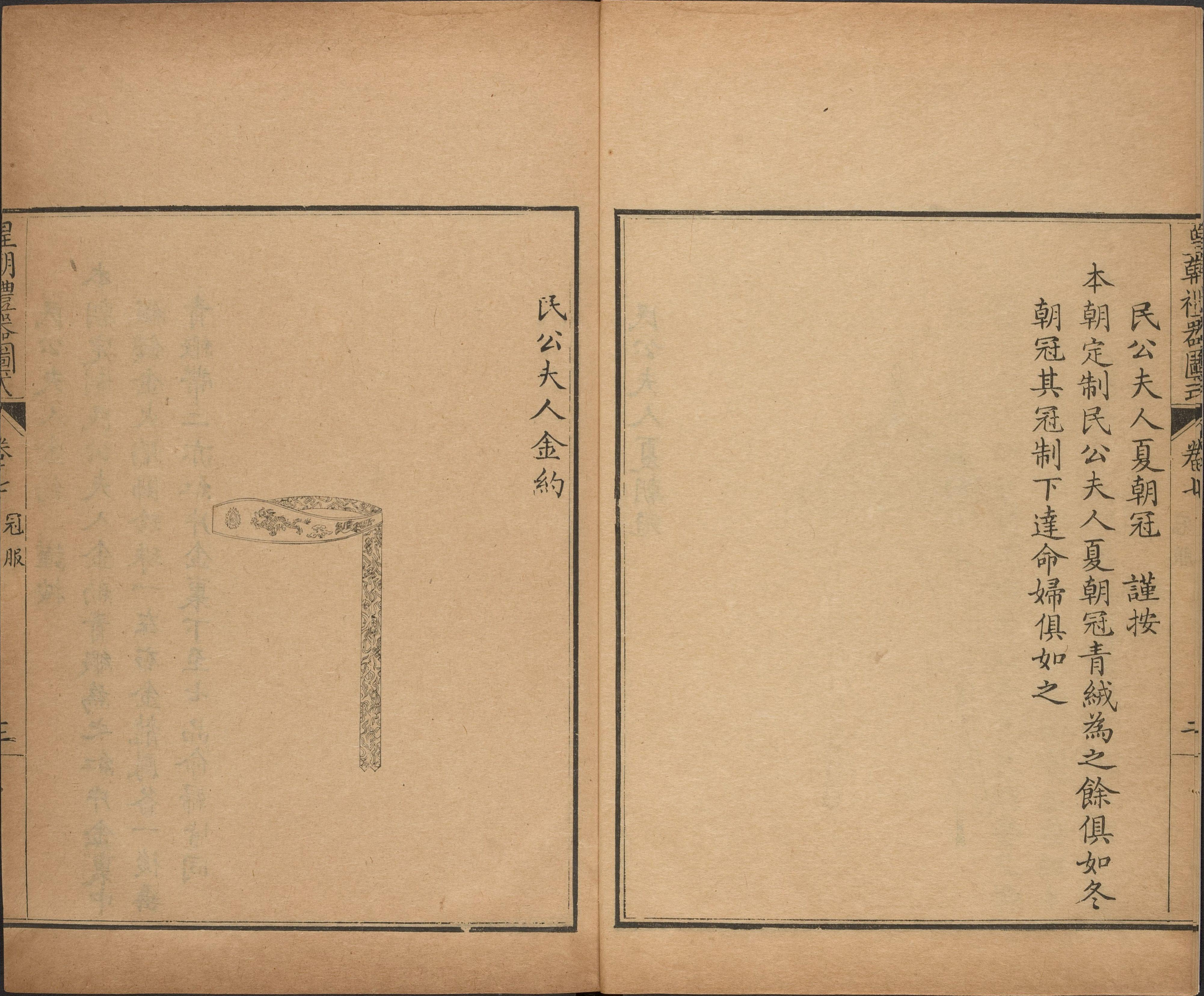
清代民公夫人金約圖

#### 金約
金約的滿語為ᡤᡳᡩ᠋ᠠᡴᡡ (gidakū)，意思即是頭箍，為清代后妃、宗女、配偶等女性勳貴的頭飾之一，用處是在佩戴朝冠前，需要先佩戴金約來束髮。由黃金頭箍和後部垂綴的串珠兩個部分所組成，用金箍的節數和串珠的行數的不同來象徵地位的高低不同，以故宮博物館現存的「金鑲青金石金約」為例子，此為清代嬪的金約，該金約上的串珠已經遺失了，只留下金箍的本體。該金箍由八節金托所組成，而金托的上下兩側使用了「累絲」的雲紋進行裝飾，且每節都鑲了青金石（又稱催生石），每節之間則是用梅花形狀的黃金鉚釘相連，上面也有累絲雲紋，並且在金鉚釘的雲紋上鑲上一顆東珠，合計為8顆，整個金約大概重六兩（約222克）。

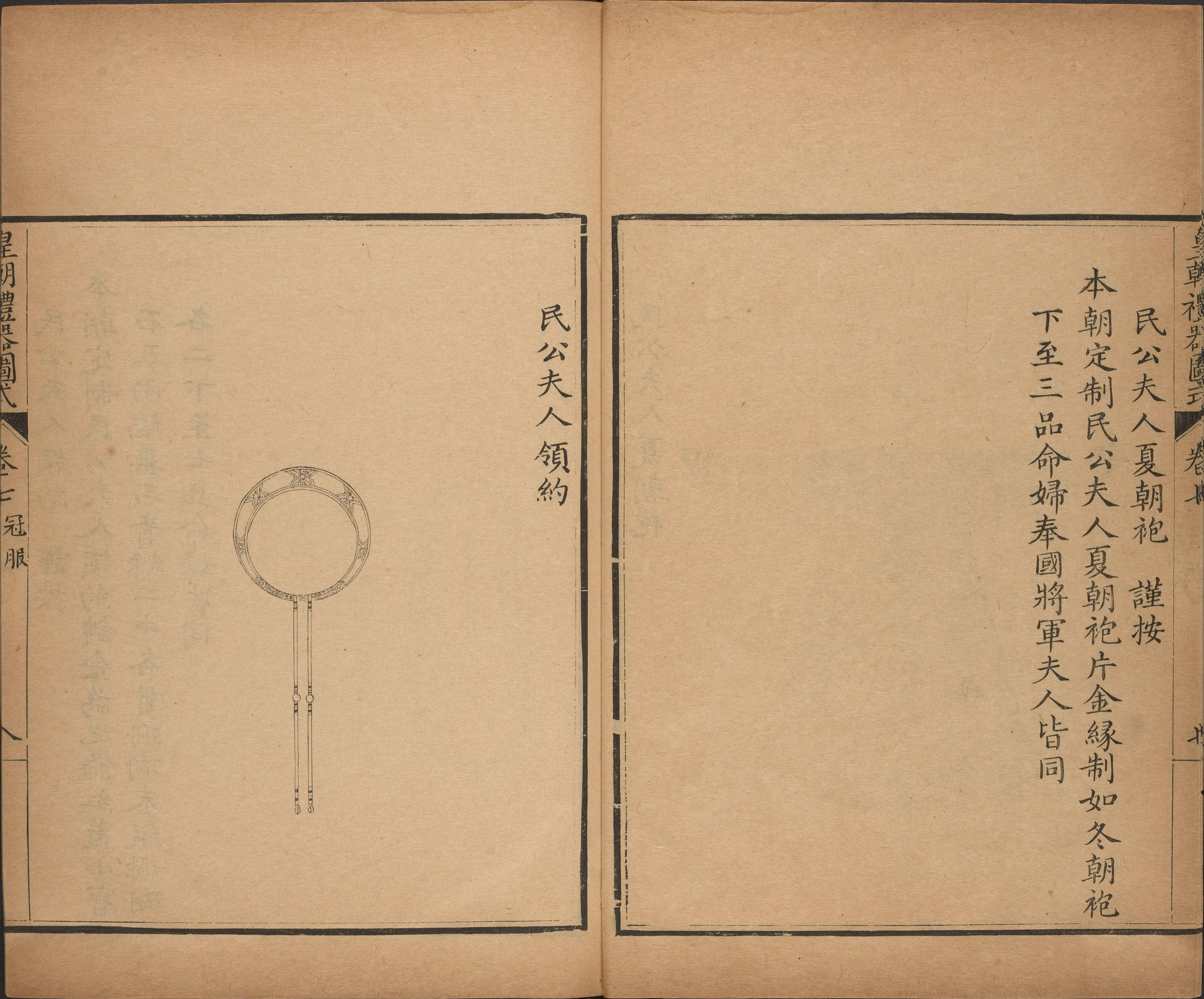
清代民公夫人領約圖

#### 領約
領約的滿語為ᠮᠣᠩᡤᠣᠯᡳᡴᡡ (monggolikū)，意思即是項圈，為清代后妃、宗女、配偶等女性勳貴的飾品之一，用處是在頸間衣領的裝飾作用。由一個圓形的鏤金（黃金上鍍各種材質）圓環主體和綁在上面的各色绦帶所組成的。

#### 耳飾
耳飾的滿語為ᠠᠨᠴᡠᠨ (ancun)，意思即是耳墜，又可被稱為耳鉗，為清代后妃、宗女、配偶等女性勳貴的飾品之一，用處是在耳朵的裝飾作用。為一耳戴三鉗。

#### 采帨
采帨的滿語為ᠮᡳᠶᠠᠮᡳᡤᠠᠨ
ᡶ᠋ᡠᠩᡴᡠ (miyamigan fungku)，意思即是手巾，又可被稱為彩帨、綵帨，是清代后妃、宗女、配偶等女性勳貴所用的一種佩巾裝飾，上窄下寬的狹長條狀，形狀有點類似如今常見的男性領帶，但采帨使用時會佩掛於「朝褂的第二顆紐扣上」，垂於胸前。在巾上會繡上各種紋飾，如五谷豐登、雲芝瑞草等，以色彩及所繡的紋飾區分等級。以故宮博物院現存的「大紅色緞繡花卉彩帨」為例子，該采帨以紅綢製作，繡上蝙蝠、暗八仙、壽桃、靈芝、壽山福海等圖紋，色彩鮮艷華麗。彩帨上端系於一塊蝠磬圖青白玉上，在之上再系黃色絲帶連綴浮雕龍紋紅珊瑚扁珠。與彩帨一同系在蝠磬半圓玉環上的還有八組十六條掛墜，上系紅珊瑚珠緝米珠。墜角的裝飾物則是有各式各樣的，如紅珊瑚、白玉仔料芭蕉葉形墜、紅珊瑚點翠金箍蚌殼寶劍形飾等。而采帨上還會有一個金鏤空的梯形箍，上面嵌上紅寶石和翡翠，整件采帨大概長110公分左右。

## 帽子
帽分朝服冠、吉服冠、常服冠與行服冠，其中吉服冠大抵制同常服冠。四款官帽各分为冬冠（煖帽）和夏冠（涼帽）兩式。涼帽为喇叭形，作敞檐，多用藤、篾席為胎骨，外覆白罗，內裏紅紗，朝服冠帽緣作石青片金檐兩層、吉常服冠作單層，另行服冠則無織品包覆，再上缀红色帽缨及帽頂。煖帽为盂形或盔形，作翻檐，多用皮、呢、缎、布制成，多黑色，中有红色绒线所制成的帽纬、帽子最高处有顶珠。一般官帽獸皮用熏貂，高等的可以用青狐，只有皇帝可以用黑狐。

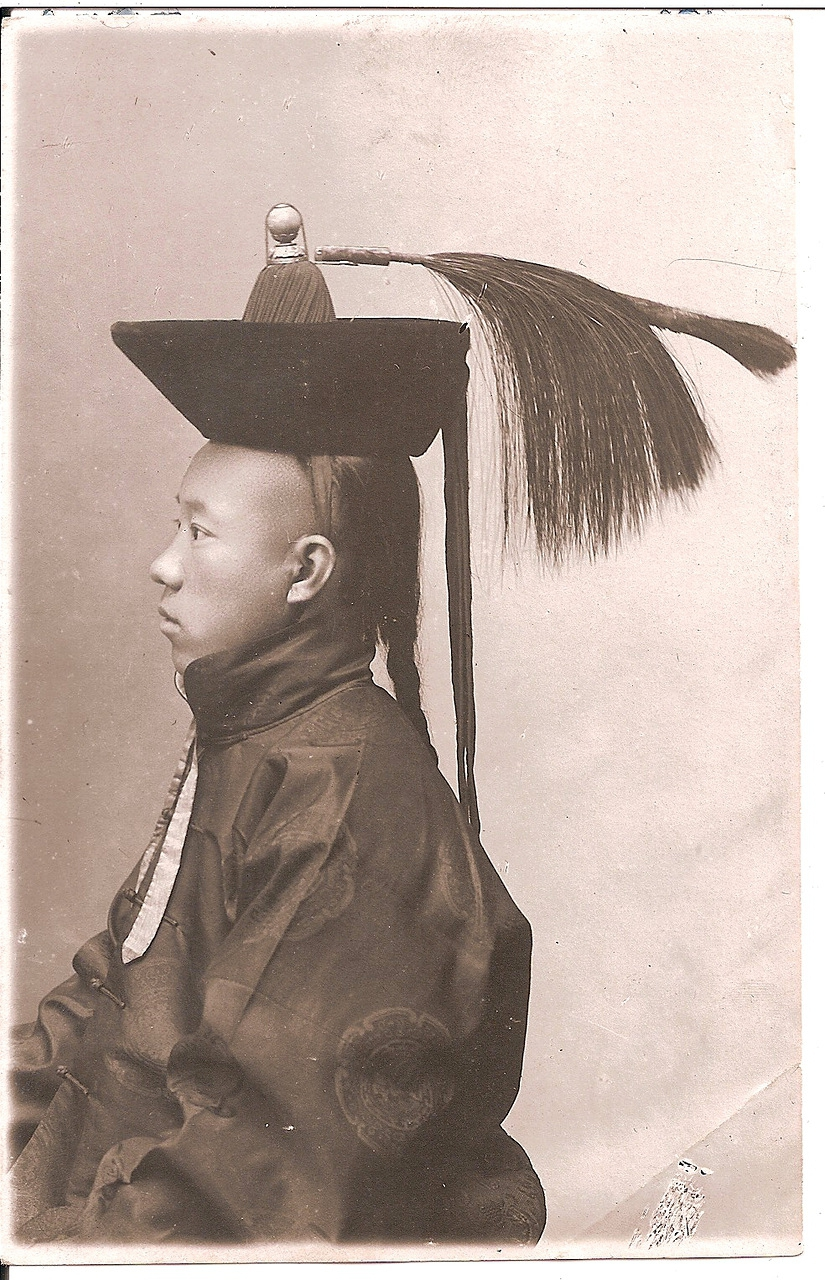
清代蒙古贵族的顶戴和翎羽

### 頂戴
頂戴有朝冠頂與平時帽頂之分，朝冠頂形如寶塔、平時帽頂形如蓋鈕。頂戴上銜有可體現官階高低的各類寶石珠，不同的頂珠质料和颜色代表不同品级。以平時帽頂為例，其寶石作圓球狀：
一品／頭品为红宝石
二品为珊瑚
三品为蓝宝石
四品用青金石
五品用水晶
六品用砗磲
七品为素金
八品用阴纹缕花金
九品为阳纹镂花金
无官品者无顶珠。
雍正皇帝节俭，于雍正八年将六品以上顶戴所用的宝石改以同色玻璃替代：
一品朝冠饰红色透明玻璃及单眼花翎
二品朝冠饰红色不透明玻璃及单眼花翎
三品朝冠饰蓝色透明玻璃及单眼花翎
四品朝冠饰蓝色不透明玻璃及单眼花翎
五品朝冠饰白色透明玻璃及单眼花翎
六品朝冠饰白色不透明玻璃及无眼蓝翎
七品朝冠饰素金及无眼蓝翎
八品朝冠饰阴纹缕花金及无眼蓝翎
九品朝冠饰阳纹镂花金及无眼蓝翎
无官品者朝冠饰无眼蓝翎（无顶珠）。

### 翎羽
在顶珠之下有一枝两寸长短的翎管，多用玉、翠、珐瑯或花瓷制成，用以安插翎羽（转写：funggala）。翎羽又分花翎和蓝翎两种。花翎是带有「目晕」的孔雀翎，「目晕」又称为「眼」，在翎的尾端，有单眼、双眼、三眼之分，翎眼越多说明功勛越高。
顺治十八年（1661年）的《大清会典》曾对花翎作出规定，即亲王、郡王、贝勒以及宗室等一律不许戴花翎，贝子以下可以戴，但有例外如順承郡王泰斐英阿，由傅恆代奏：「某王年幼，欲戴之以為美觀。」，乾隆皇帝允之，並賜皇次孫今封定王者三眼翎，曰：「皆朕之孫輩，以為美觀可也。」由是親、郡王屢有蒙恩賜者。
后制定：贝子和固伦额驸（即固倫公主的丈夫）戴三眼花翎；镇国公、辅国公、和硕额驸（即和碩公主的丈夫）戴双眼花翎；内大臣，一、二、三、四等侍卫、前锋营和护军营的各统领、参领（必须是满洲正黄旗、镶黄旗、正白旗这上三旗出身）等均戴單眼花翎。
蓝翎为鹖羽制成，蓝色，羽长而无眼，较花翎等级为低。蓝翎一般都赐予六品以下、在皇宫和王府当差的侍卫官员享戴，也可以赏赐建有军功的低级军官。
皇帝赐给臣下花翎是非常审慎的，乾隆至清末被赐三眼花翎的大臣只有傅恒、福康安、和琳、长龄、禧恩、李鸿章、徐桐七人，被赐双眼花翎的约二十余人。

## 外部連結
- 文官補服圖案 （页面存档备份，存于）
- 武官補服圖案